# Julian Grobelny

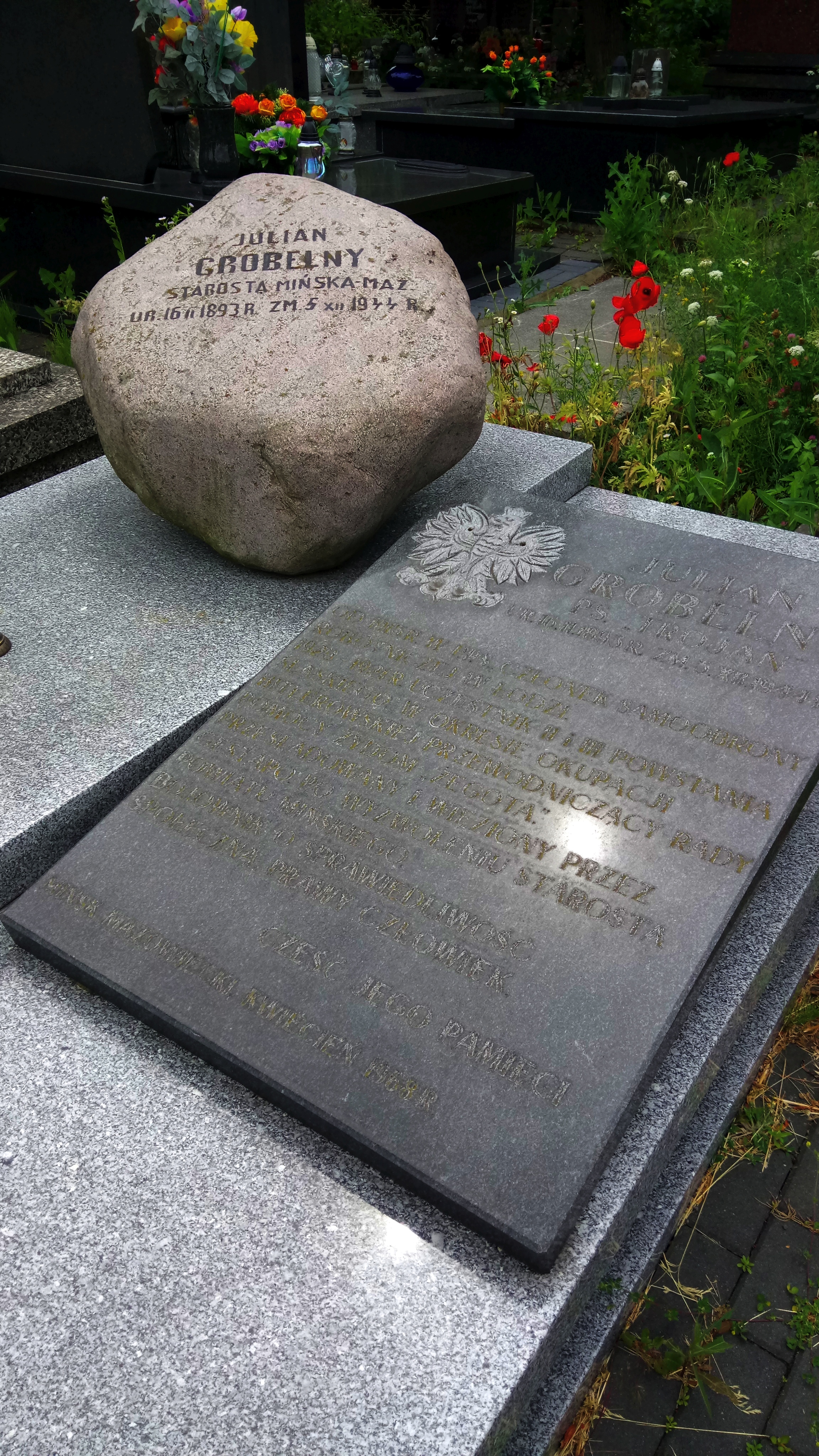
Grób Juliana Grobelnego na cmentarzu w Mińsku Mazowieckim

Julian Grobelny (pseudonimy Trojan, Julek, Anarchista, Wiktor) (ur. 16 lutego 1893 w Brzezinach, zm. 5 grudnia 1944 w Mińsku Mazowieckim) – polski działacz socjalistyczny, uczestnik drugiego i trzeciego powstania śląskiego, członek przedwojennej Polskiej Partii Socjalistycznej, pierwszy przewodniczący Rady Pomocy Żydom „Żegota”, Sprawiedliwy wśród Narodów Świata.

## Życiorys
Julian Grobelny pochodził z rodziny brzezińskiego kominiarza. Przed II wojną światową był działaczem łódzkiej Polskiej Partii Socjalistycznej (której członkiem był od 1915), w młodości został oddelegowany na Śląsk, gdzie działał w tamtejszej ekspozyturze Polskiej Organizacji Wojskowej. Brał udział w II i III powstaniu śląskim. Znany był przede wszystkim ze swej działalności na rzecz budowania państwa socjalnego, ale także dążenia do równouprawnienia mniejszości narodowych. W Łodzi Grobelny pracował w tamtejszym magistracie (był szefem wydziału opieki społecznej). W 1929 po raz drugi wstąpił w związek małżeński, z Heleną (Haliną) Adamowicz. W 1930 odszedł z magistratu, otrzymując odprawę (co wiązało się z  utratą praw emerytalnych). Z powodu gruźlicy zamieszkał z żoną w Zaleszczykach. Około 1935 małżeństwo kupiło małe gospodarstwo wiejskie w Cegłowie.

### Działalność wŻegocie
Po wybuchu II wojny światowej przeniósł się do Warszawy – ziemia w Cegłowie była dzierżawiona. Rozpoczął działalność podziemną. Jeszcze przed utworzeniem „Żegoty”, angażował się w pomoc skazanym na eksterminację Żydom.
W grudniu 1942 powstała Rada Pomocy Żydom „Żegota”, a Grobelny został jej przewodniczącym w styczniu 1943. W czasie swojej działalności w tej instytucji, dał się poznać jako osoba dysponująca sporymi umiejętnościami organizacyjnymi i skutecznie wykorzystująca swoje rozległe znajomości i kontakty. Podczas pobytu w Warszawie bardzo często zmieniał miejsce zamieszkania, w obawie przed aresztowaniem. Podczas swej działalności w „Żegocie” szczególnie ostro starał się zwalczać tzw. szmalcowników i szantażystów. Między innymi zwrócił się do Delegatury Rządu na Kraj o karanie śmiercią tego rodzaju działalności, a także wydał ulotki w których wezwano do udzielania pomocy Żydom. Jednocześnie, wraz z żoną Heleną, sam ukrywał kilka osób narodowości żydowskiej, m.in. członków przedwojennej PPS. Uczył m.in. Michała Klepfisza, jednego z przywódców Bundu, jak produkować bomby trotylowe w puszkach po konserwach (miało to miejsce w lokalu PPS-WRN przy ul. Ludwiki na Woli w Warszawie). W czasie powstania w getcie warszawskim Julian Grobelny organizował pomoc dla walczących. Był także zaangażowany w akcję uwolnienia aresztowanej przez gestapo Ireny Sendlerowej. Tak intensywny tryb życia doprowadził do pogorszenia stanu zdrowia i dalszego rozprzestrzeniania się gruźlicy.

Jak wspomniała Sendlerowa: 

We wspomnieniach zachowałam Juliana Grobelnego, jako wielkiego człowieka i patriotę. Szanował i zawsze niósł pomoc mniejszościom narodowym. Był niezmordowanie pracowity, wymagający najwięcej od siebie, a dopiero potem od podwładnych. Miał kryształowy charakter. Posiadał rzadko spotykaną cechę u ludzi na wysokich stanowiskach – działał w sprawach wielkich i ważnych, a jednocześnie liczył się dla niego każdy człowiek. Potrafił okazać zainteresowanie każdemu potrzebującemu. (…) Pracował bez wytchnienia całe dnie, a często i noce. Miał usposobienie bardzo pogodne, a jednocześnie dziwna moc jego wnętrza działała na otoczenie ogromnie uspokajająco. W jego towarzystwie, mimo ciągłego zagrożenia naokoło, mimo grozy, która była wszędzie, ta jego wewnętrzna siła działała tak, że każdy czuł się bezpiecznie.

Został aresztowany przez Niemców na przełomie lutego i marca 1944 w Mińsku Mazowieckim. Okupanci nie wiedzieli jednak o tym, że uwięzili osobę zaangażowaną w czynną pomoc Żydom. Dzięki temu udało mu się uniknąć śmierci. W więzieniu podziemie dostarczało mu systematycznie pomoc, co pozwoliło Grobelnemu przeżyć. Wkrótce został przeniesiony do szpitala z powodu bardzo złego stanu zdrowia, a następnie wydobyty stamtąd przez żonę i współpracowników. Do wkroczenia Armii Czerwonej ukrywał się w Otwocku.

### Starosta miński
6 września 1944 Wojewódzka Rada Narodowa w Warszawie włączyła go w skład Komitetu Niesienia Pomocy Oswobodzonej Warszawie. Pod koniec życia (10 października 1944) został starostą powiatowym w Mińsku Mazowieckim. Po dwóch miesiącach sprawowania przez Grobelnego tej funkcji, 5 grudnia 1944 roku, zmarł z powodu choroby. 
Julian Grobelny został pochowany na cmentarzu w Mińsku Mazowieckim. Jego pogrzeb miał charakter świecki (Grobelny był ateistą).
W 2013 miński historyk Damian Sitkiewicz jako pierwszy podał, że według dokumentów przechowywanych w Otwocku, między sierpniem a listopadem 1944 Grobelny zlecał swoim podwładnym udział w grabieży okolicznych majątków ziemskich, których właściciele zostali bezprawnie usunięci ze swoich siedzib. Jak wskazał Sitkowski, przyczyniło się to do zainstalowania władzy i administracji komunistycznej na terenie powiatu mińskiego. Jednocześnie starosta sprzeciwiał się działaniom Milicji Obywatelskiej, która nakładała kary i ściągała grzywnę w trybie doraźnych nakazów karnych.

## Upamiętnienie
W 1987 roku Julian Grobelny, wraz z żoną Haliną, pośmiertnie otrzymał tytuł Sprawiedliwego Wśród Narodów Świata.
W 1969 na grobie Grobelnego ustawiono płytę, na której wymieniono jego zasługi. Grobem opiekują się do dziś kolejne grupy uczniów z jednej z miejscowych szkół. 21 sierpnia 2012 odsłonięto po renowacji pomnik nagrobny Juliana Grobelnego. Odrestaurowanie nagrobka sfinansowali: Towarzystwo Przyjaciół Mińska Mazowieckiego, starostwo powiatowe (w ramach konkursu ogłoszonego dla organizacji pozarządowych) oraz prywatni sponsorzy.